# 지우베르투 카를루스 나시멘투
지우베르투 카를루스 나시멘투 (1966년 6월 14일 ~ )는 브라질의 축구 선수이다.

## 통계
| 브라질 | 브라질 | 브라질 |
| 연도   | 출전   | 골     |
| ------ | ------ | ------ |
| 1988   | 1      | 0      |
| 합계   | 1      | 0      |